# Acanthagrion egleri
Acanthagrion egleri – gatunek ważki z rodziny łątkowatych (Coenagrionidae). Występuje  w  Ameryce Południowej.